# Winfried Fest
Winfried Fest (* 26. Juli 1928; † 14. Dezember 1994 in Berlin) war ein deutscher Jurist und Publizist. Er war von 1984 bis 1989 Sprecher des Berliner Senats.

## Leben
Winfried Fest studierte Rechtswissenschaften in Freiburg im Breisgau. Er war von 1958 bis 1967 als Rundfunkautor tätig und übernahm bereits 1959 eine Verwaltungstätigkeit in Berlin.

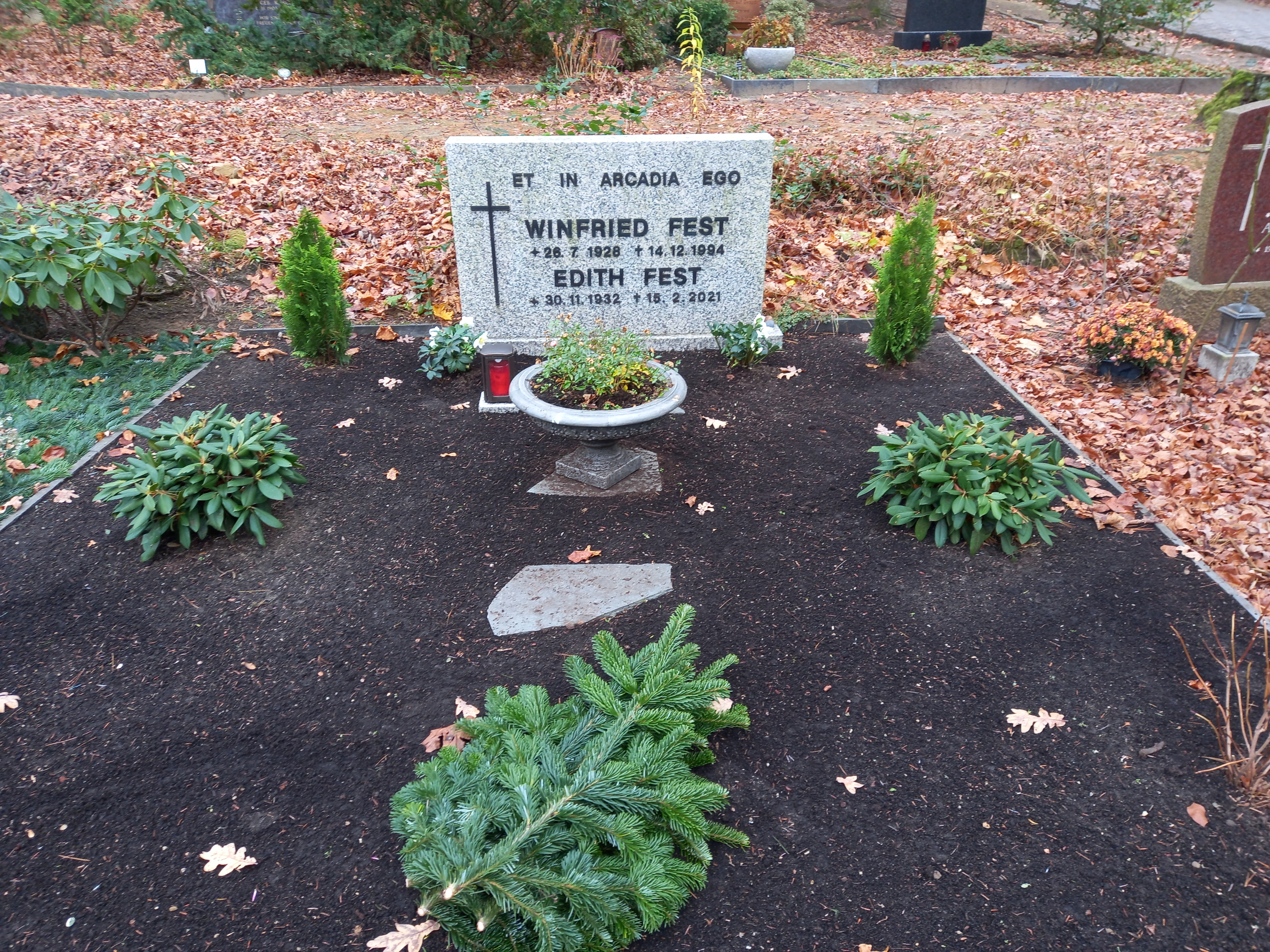
Grab von Winfried Fest und seiner Ehefrau Edith auf dem St.-Matthias-Friedhof in Berlin

Nach dem Mauerbau 1961 arbeitete er im Berliner Presse- und Informationsamt mit. Er war außerdem Senatsrat und Leiter des Pressereferats der Senatskulturverwaltung. Von 1975 bis 1981 war er Direktor des Berliner Abgeordnetenhauses. Anschließend war er von 1981 bis 1984 Senatsdirektor in der Senatsverwaltung für Kulturelle Angelegenheiten. Danach war er von 1984 bis 1989 Senatssprecher im Amt eines Staatssekretärs sowie Leiter des Berliner Presse- und Informationsamtes.
Er diente über Parteigrenzen hinaus u. a. Ernst Reuter (SPD), Willy Brandt (SPD), Walter Momper (SPD), Klaus Schütz (SPD) und Eberhard Diepgen (CDU) auf unterschiedlichen Posten. Für Brandt, Schütz und Diepgen war er auch als Redenschreiber tätig. Fest war seit 1951 Mitglied der CDU und von 1974 bis 1975 Bezirksverordneter in Zehlendorf.
Winfried Fest starb am 14. Dezember 1994 im Alter von 66 Jahren in Berlin und fand seine letzte Ruhestätte auf dem St.-Matthias-Friedhof in Berlin-Tempelhof, wo sein Grab erhalten ist.
Seit 2000 wird zu Ehren von Fest jährlich eine „Winfried-Fest-Lecture“ vom Institut für Publizistik- und Kommunikationswissenschaft der Freien Universität organisiert.

## Familie
Sein Bruder ist der Historiker Joachim Fest, sein Vater der CDU-Politiker Johannes Fest. Seine Neffen sind der Verleger Alexander Fest und nach eigenen Angaben der AfD-Politiker Nicolaus Fest.